# Sympetrum chaconi
Sympetrum chaconi is een libellensoort uit de familie van de korenbouten (Libellulidae), onderorde echte libellen (Anisoptera).
De soort staat op de Rode Lijst van de IUCN als onzeker, beoordelingsjaar 2007.
De wetenschappelijke naam Sympetrum chaconi is voor het eerst geldig gepubliceerd in 1994 door De Marmels.